# Favorite Hawaiian Songs, Vol. Two
Favorite Hawaiian Songs, Vol. Two – album kompilacyjny autorstwa piosenkarza Binga Crosby’ego z 1946 roku, wydany przez Decca Records. Był to piąty album Crosby’ego, który zawierał piosenki o tematyce hawajskiej.

## Lista utworów
Utwory znalazły się na 5-płytowym albumie, Decca Album No. A-461.
| Tytuł                              | Data nagrania    | Czas    |
| Płyta 1                            | Płyta 1          | Płyta 1 |
| ---------------------------------- | ---------------- | ------- |
| A. „When You Dream About Hawaii”   | 11 września 1937 | 3:02    |
| B. „Sail Along, Silv’ry Moon”      | 11 września 1937 | 2:44    |
| Płyta 2                            |                  |         |
| A. „Sweet Hawaiian Chimes”         | 13 kwietnia 1938 | 2:55    |
| B. „Little Angel”                  | 13 kwietnia 1938 | 3:11    |
| Płyta 3                            |                  |         |
| A. „My Isle of Golden Dreams”      | 13 czerwca 1939  | 2:58    |
| B. „To You, Sweetheart, Aloha”     | 13 czerwca 1939  | 2:54    |
| Płyta 4                            |                  |         |
| A. „A Song of Old Hawaii”          | 1 lipca 1940     | 2:54    |
| B. „Trade Winds”                   | 1 lipca 1940     | 3:13    |
| Płyta 5                            |                  |         |
| A. „Sing Me a Song of the Islands” | 19 stycznia 1942 | 2:56    |
| B. „Remember Hawaii”               | 19 stycznia 1942 | 2:50    |